# Nephrurus
Nephrurus – rodzaj jaszczurek z rodziny Carphodactylidae.

## Zasięg występowania
Rodzaj obejmuje gatunki występujące w Australii. 

## Charakterystyka
Są to największe spośród australijskich przedstawicieli Gekkota i w odróżnieniu od większości innych prowadzą głównie naziemny tryb życia.

## Systematyka
Rodzaj zdefiniował w 1876 roku niemiecko-brytyjski zoolog Albert Günther w artykule poświęconym nowym gatunkom gadów z Australii zebranych przez Dämela dla Muzeum Godeffroya, opublikowanym na łamach „Journal des Museum Godeffroy”. Gatunkiem typowym jest (oznaczenie monotypowe) gałkogon szorstki (N. asper).

### Etymologia
Nephrurus: gr. νεφρος nephros ‘nerka’; ουρα oura ‘ogon’.

### Podział systematyczny
Do rodzaju należą następujące gatunki:
- Nephrurus amyae Couper, 1994
- Nephrurus asper Günther, 1876 – gałkogon szorstki[6]
- Nephrurus cinctus Storr, 1963
- Nephrurus deleani Harvey, 1983
- Nephrurus eromanga Oliver, Donnellan & Gunn, 2022
- Nephrurus laevissimus Mertens, 1958
- Nephrurus levis De Vis, 1886
- Nephrurus sheai Couper, 1994
- Nephrurus stellatus Storr, 1968 – gałkogon gwiaździsty[7]
- Nephrurus vertebralis Storr, 1963
- Nephrurus wheeleri Loveridge, 1932